# L'Alzina (Vilanova de l'Aguda)
L'Alzina, o L'Alzina de Ribelles, és un poble del municipi de Vilanova de l'Aguda, a la Noguera. El 2019 tenia 27 habitants.

## Situació i descripció
Aquest poble, que havia format part de l'antiga baronia de Ribelles, és 2 quilòmetres a l'esquerra del riu Llobregós, al sud-oest de Ribelles. Té una capella, antiga sufragània de Ribelles, dedicada a Sant Salvador, un edifici de reminiscències romàniques amb un portal adovellat amb campanar sobre el mur de ponent. No té absis; només una petita edificació a manera de sagristia adossada al mur pla del final de la nau. Aquest poble celebra la festa major el segon diumenge d'agost.